# Leprechaun 6 - Ritorno nel ghetto
(Tagline del film)
Leprechaun 6 - Ritorno nel ghetto (Leprechaun: Back 2 tha Hood) è un film commedia horror del 2003 diretto da Steven Ayromlooi, con Warwick Davis sempre nella parte del leprechaun.
Il film è il sesto capitolo della saga di Leprechaun ed è stato pubblicato in formato direct-to-video. In Italia il film, come tutti gli altri capitoli della serie, è stato pubblicato in DVD.

## Trama
L'origine del leprecauno: secondo la leggenda, un re fece un patto con dei leprecauni per fare in modo che questi difendano il suo oro da quelli che volevano rubarglielo. Quando il regno del re giunse al termine, tutti i leprecauni ritornarono felicemente nella foresta, tranne uno: colui che rimase nel mondo mortale e col passare degli anni divenne avido, malvagio, corrotto, folle e ossessionato dall'oro a cui fa ancora la guardia (Ciò rivela così il motivo del perché il Leprechaun nella serie sia diventato una creatura malvagia).
Nel presente, il reverendo Jacob viene perseguitato e attaccato dal leprecauno, che rivuole indietro il suo oro il quale è stato rubato dal reverendo tempo prima per finanziare la costruzione di un centro giovanile. Dopo un'intensa lotta, il reverendo riesce a sconfiggere la creatura bagnandola con dell'acqua santa, facendolo tornare all'Inferno.
Un anno dopo, Emily e la sua amica Liza hanno la loro fortuna quando la chiromante Esmeralda avverte che per loro ci saranno grandi ricchezze, ma che convocheranno un terribile male. Mentre stanno facendo barbecue nel cantiere abbandonato dove si doveva costruire il centro giovanile, le due ragazze, insieme al loro amico Jamie e all'ex fidanzato di Emily diventato commerciante di droga Rory, trovano un piccolo forziere pieno d'oro in un tunnel sotterraneo in cui Emily c'era entrata involontariamente tempo prima. I quattro ragazzi decidono di spartirsi l'oro, ma sfortunatamente il ritrovamento del forziere fa risvegliare il leprecauno.
Intanto i quattro ragazzi cominciano a sfruttare le ricchezze trovate: Lisa si compra un'auto nuova, Emily spende l'oro per piaceri personali, Rory si compra una pistola all'insaputa di Emily e Jamie riesce a saldare il suo debito che aveva con una banda di gangster. Quella notte, i quattro ragazzi decidono di organizzare un party, ma non sanno che il leprecauno li ha seguiti, infatti la creatura entra nella casa e si fa una tirata di bong insieme ad un amico di Jamie, che crede che il leprecauno sia frutto dell'allucinazione causata dalla marijuana. Il leprecauno, dopo aver visto che il ragazzo possiede una delle sue monete d'oro (che il ragazzo aveva trovato tempo prima), lo uccide infilandogli il bong attraverso il corpo. Poi il leprecauno, confuso a causa della tirata di bong, viene involontariamente chiuso dentro il frigorifero. Intanto le due ragazze scoprono il cadavere dell'amico di Jamie e chiamano la polizia, che arresta temporaneamente Jamie.
Il giorno dopo, il leprecauno entra di nascosto al salone di bellezza dove Emily lavora e uccide una cliente. Emily accorre e viene attaccata dalla creatura, ma la giovane ragazza riesce a difendersi e a scappare. Emily, poi, tenta di avvertire, senza successo, Rory e Jamie (che era uscito da poco di prigione), quindi convince quest'ultimo ad accorrere verso Lisa. Nel frattempo Lisa viene attaccata dal leprecauno a casa sua. La ragazza prova a difendersi, ma il leprecauno ha la meglio su di lei e riesce ad ucciderla. I tre ragazzi, sconvolti a causa della morte di Lisa, decidono di prendere l'oro rimanente per poi restituirlo al leprecauno e si accorgono che il forziere può produrre una quantità infinita di oro quando è vuoto. Rory, però, fugge con l'oro all'ultimo momento e, quella sera, Emily viene nuovamente attaccata dal leprecauno, ma fortunatamente la ragazza fugge nuovamente e il leprecauno viene temporaneamente steso da Rory e poi quest'ultimo fugge insieme a Emily.
Il giorno dopo il leprecauno uccide Chanel, la fidanzata di Rory, staccandole la mascella. Intanto Emily e Rory vengono fermati e arrestati dagli agenti di polizia Thompson e Whitaker per aver superato il limite di velocità e perché stanno trasportando il forziere pieno d'oro, ma subito giunge il leprecauno che uccide i due poliziotti. La creatura poi attacca i due ragazzi, però i due riescono a fuggire. Emily e Rory raggiungono Jamie e lo avvertono del pericolo, ma sfortunatamente irrompe una banda di gangster che vuole uccidere Rory. Irrompe però il leprecauno che uccide Watson, il capo della banda, strappandogli il cuore a mani nude per poi uccidere Cedric, un altro componente della banda. I tre ragazzi fuggono nuovamente, ma il leprecauno continua a seguirli e tenta, senza successo, di ucciderli. I tre, sfuggiti alla creatura, chiedono aiuto ad Esmeralda, che rivela ai tre ragazzi che il punto debole del leprecauno è il quadrifoglio e, fortunatamente, Jamie si ricorda che nella marijuana che Rory gli aveva venduto tempo prima c'era un quadrifoglio. Rory decide di inserire il quadrifoglio dentro un proiettile JHP e di caricarlo sulla sua pistola, sperando che possa uccidere il leprecauno. Quest'ultimo, però, raggiunge l'abitazione della chiromante e attacca i ragazzi, ma Rory riesce a sparargli e a ferirlo gravemente con i proiettili con dentro il quadrifoglio, però, sfortunatamente, la pistola si inceppa e la creatura attacca sia Rory che Emily. Fortunatamente accorre Jamie a salvarli e affronta la creatura con una mazza da baseball, ma il leprecauno lo ferisce gravemente e poi uccide anche Esmeralda in un duello magico. La creatura, poi, raggiunge Rory e Emily, ma i due scappano sul tetto del palazzo dove vive la chiromante.
Dopo un'intensa lotta, il leprecauno stende Rory e tenta di ucciderlo, ma, vedendo che Emily sta buttando alcune delle, sue monete d'oro nel cemento, la attacca. Dopo un lungo inseguimento, Emily raggiunge la caldaia e brucia il forziere pieno d'oro e il leprecauno, infuriato a causa di questo gesto, aggredisce la ragazza, ma quest'ultima riesce a gettare la creatura nella fornace. Emily ritorna poi da Rory, ma il leprecauno è ancora vivo e aggredisce nuovamente i due ragazzi. Il leprecauno sta per uccidere Emily, ma fortunatamente Rory riesce a sbloccare la pistola e a sparare alla creatura, ma questo non basta e il leprecauno sopravvive. Alla fine, però, Emily fa cadere il leprecauno giù dal palazzo, dove cade e viene intrappolato dal cemento che si solidifica, uccidendolo.
Il film finisce con Rory e Emily che, superate le loro divergenze, ritornano insieme e con il centro giovanile finalmente costruito.

## Curiosità
- In questo film il Leprechaun sfoggia un look differente dagli altri film.
- In questo film si vedono per la prima ed unica volta i piedi nudi del Leprechaun.
- Insieme al quarto capitolo, è l'unico altro film in cui il Leprechaun non parla in rima.
- Il bodycount del film è di dieci persone.